# Erich Everth
Erich Everth (ur. 3 lipca 1878 w Berlinie, zm. 22 czerwca 1934 w Lipsku – niemiecki historyk sztuki, dziennikarz i pierwszy profesor zwyczajny dziennikarstwa w historii Niemiec. Zaliczany do najważniejszych teoretyków prasoznawstwa w Niemczech, obok Otto Emila Grotha i Emila Dovifata.

## Życie i dzieło

### Wczesne lata i studia
Everth urodził się w 1878 roku w rodzinie kupieckiej. Uczęszczał do Joachimsthalsche Gymnasium, a następnie poszedł na studia. Przerwał je jednak w 1906 roku i odbył rok dobrowolnej służby wojskowej. W 1898 roku zapisał się na Friedrich-Wilhelms-Universität w Berlinie, gdzie studiował filozofię i prawo. Kilka semestrów później przeniósł się na filozofię, historię sztuki i psychologię. Jego najważniejszym nauczycielem był Max Dessauer, który zajmował się poszukiwaniem nowej koncepcji systematycznej nauk o sztuce.
Everth uzyskał tytuł doktora na Wydziale Filozoficznym Uniwersytetu w Lipsku w dniu 6 maja 1909 roku u profesorów Augusta Schmarsowa i Johna Volkelta.

### Dziennikarstwo
Everth pełnił następnie funkcję redaktora w gazecie Rheinisch-Westfälischen Zeitung, potem pracował jako berliński przedstawiciel Magdeburgischen Zeitung. Po wybuchu I wojny światowej Everth walczył na Froncie Wschodnim, dopiero po zdobyciu pracy referenta w biurze prasowym sztabu naczelnego dowódcy, miał czas ponownie zająć się publikacjami. W broszurach dodawanych do miesięcznika Czyn (Die Tat), publikowanego przez jenajskie wydawnictwo Eugen Diederichs Verlag od roku 1915, opublikowano rozprawę Evertha O duszy żołnierza w boju(Von der Seele der Soldaten im Felde). Z perspektywy czasu, Gerhard Menz, twierdzi, że było to jedyne pismo ówczesnej „literatury wojennej”, które przedstawiało prawdziwą psychikę żołnierzy i właśnie z tego powodu blisko 20.000 egzemplarzy zostało sprzedanych w okopach. Ponadto Hermann Hesse, zaszczycił książkę recenzją, w której pochwalił doskonałą psychologiczną spostrzegawczość Evertha.
Po zakończeniu wojny Everth często zmieniał stanowiska. W 1917 był redaktorem naczelnym Leipziger Volkszeitung, w 1920 przeszedł do berlińskiej Telegraph Union. Pracował dla gazety Vossischen Zeitung i w 1923 objął kierownictwo neutralnej politycznie sekcji Deutsche Allgemeine Zeitung, oscylującej obok Gustava Stresemanna. Od 1924 r., Everth był wiedeńskim korespondentem liberalnej Berliner Tageblatt, miało to miejsce po upadku wieloetnicznego państwa Austro-Węgier, dzięki czemu Everth stał się świadkiem wydarzeń na jednej z najciekawszych scen politycznych w ówczesnej Europie. Opublikował wiele artykułów, charakteryzujących się bardzo szerokim spektrum zagadnień na temat estetyki, literatury i historii sztuki. Potwierdzają one równocześnie to, co sugeruje też wzajemne umiejscowienie polityczne poszczególnych redakcji, z niezwykłą intelektualną mobilnością mający wtedy 40 lat publicysta dokonał zmiany nastawienia z niewątpliwie monarchicznego nacjonalisty na zwolennika demokratycznych zasad.

### Teoria Kształcenia
Szerokie spektrum zagadnień, jakim operował Everth, można trafnie określić jako teoria kształcenia. Podczas jego działalności dziennikarskiej w prasie publikowano liczne rozprawy i pomniejsze prace o treściach przede wszystkim estetycznych oraz z zakresu historii sztuki i wiedzy o sztuce. Przedstawiają one wieloaspektowy obraz jego głównych zainteresowań kulturowych i szerokiej wiedzy. Everth był typowym przykładem intelektualnego wędrowca po różnych obszarach wiedzy, którego granice dziedzin naukowych ani nie zatrzymują ani nie ranią.
W 1923 roku, tuż przed puczem monachijskim, Everth ostrzegał w artykule zatytułowanym Narodowosocjalistyczne cele o niebezpieczeństwie zbliżającym się z Bawarii. W edytowanej przez Maxa Dessoira Zeitschrift für Ästhetik und Allgemeine Kunstwissenschaft (Magazyn o estetyce i naukach o sztuce) ukazał się w 1925 roku rozległy artykuł pt. Sztuka narracji. Tekst przedstawiał koniec długiego zainteresowania realistycznymi nowelistami XIX w. Jego wcześniejsze prace to esej o Wilhelmie Raabe oraz szczegółowa monografia Conrada Ferdinanda Meyera.

### Pierwszy profesor zwyczajny dziennikarstwa
1 listopada 1926 roku, 48-letni historyk sztuki, został nominowany przez Karla Büchera na nowo powołaną katedrę dziennikarstwa na Uniwersytecie w Lipsku. Jego uwaga skupiła się przede wszystkim na nadaniu dziennikarstwu fundamentów epistemologicznych i metodologicznych niezbędnych do uznania jako samodzielnej dyscypliny naukowej.
Z jego wykładu inauguracyjnego, Prasoznastwo i Uniwersytet (Zeitungskunde und Universität) – 20.11.1926 r., jasno wynika, że Everth nie pozostawia sobie złudzeń, co do statusu nowo powołanej dyscypliny. Everth trzeźwo doszedł do krytycznej oceny zastanej metodyki i terminologii publicystycznej, powołując się równocześnie na swoje dziennikarskie doświadczenia, oraz naukowe rozeznanie:
Kto chce naprawdę przemyśleć problemy gazety, musi rozejrzeć się jeszcze po wielu rozmaitych obszarach niż tylko prasie; bez silnego pragnienia, aby zajrzeć za ogrodzenie, nie zajdzie daleko.
Ta perspektywa odróżniała Evertha od jego poprzednika Karla Büchera,
któremu zarzucał zbyt jednostronne, ugruntowane gospodarczo spojrzenie. Everth ogranicza istotę dziennikarstwa do gazet, a w szerszym znaczeniu do drukowanej prasy periodycznej. Nie powinny one być badane w oderwaniu od wpływu społecznego, politycznego, gospodarczego i kulturalnego. Co więcej, zależą od systematycznego przekroju różnych nici powiązań, przy tym prasa jest czymś więcej, niż zwyczajnym przedsięwzięciem zarobkowym, musi ona być rozumiana, chociaż częściowo, jako proces umysłowy i struktura intelektualna.
Everth nadał funkcji praktycznej i czysto szkoleniowej wydziału dziennikarstwa drugorzędne znaczenie. W swoim eseju z 1928 roku Gazeta w służbie społeczeństwa (Die Zeitung im Dienst der Öffentlichkeit) wymienił on dużo trudniejsze kwestie: naukową penetrację dziennikarstwa i wynikające z tego kształcenie się młodego pokolenia naukowego „pracującego nad dalszym rozwojem dyscypliny”. Było to typowe dla nowo rodzącego się dziennikarstwa, gdzie każdy z głównych przedstawicieli opracowywał swoją własną terminologię i metodologię. Everth definiował w ten sposób dyscyplinę integracyjną bez określonej metody, w której mogą być wykorzystane rozległe sposoby działania innych nauk.

### Etos pracy, straty wojenne
Everth zachował charakter estetyczny właściwy badaczowi komunikacji społecznej. Swoją pracę wzorował na przemyśleniach Heinricha Wölfflina, lecz był bardziej dokładny i szczegółowy. Publikacja czasopisma Istota gazety (Das Wesen der Zeitung) służyła mu do przekraczania granic, które w naukach humanistycznych często są znaczne, aby później stać się niemalże zatartymi.
Dzieło swojego życia ukończył na krótko przed śmiercią. W 1931 r. pierwsza część została wydana pod tytułem Jawność w polityce zagranicznej od Karola V do Napoleona (Öffentlichkeit in der Außenpolitik von Karl V. bis Napoleon). Dzieło to znajduje oddźwięk w Teorii działania komunikacyjnego Jürgena Habermasa. Druga część dotyczyła czasów już po panowaniu Napoleona. Niestety rękopis zagubił się w chaosie powojennego Lipska, z którego rodzina musiała na piechotę uciekać do Szlezwiku-Holsztyna. Dzieło zostało uznane za zaginione, pozostaje jedynie mieć nadzieję, że może kiedyś, tak jak inne zaginione w tym czasie dzieła, wypłynie ono z jednego z moskiewskich archiwów.

### Walka przeciwkonarodowemu socjalizmowi
W dniu 30 stycznia 1933 roku, kiedy to do władzy doszedł nowy rząd utworzony z narodowych socjalistów i konserwatywnych nacjonalistów, ponad osiemdziesiąt gazet świętowało to zwycięstwo. Entuzjazm dało się wyczuć także w berlińskich lokalnych wydawnictwach, związanych z niemiecko-nacjonalistycznym Hugenberg-Konzern i w ponad tysiącu niemieckich gazet codziennych koncernu Hugenberg.
W tym koncercie śpiewających jedną, wspólną nutę było niewielu, którzy intonowali inną melodię. A jeszcze mniej było tych, którzy wiedzieli, jak takie koncerty się kończą. Do nich właśnie należał Everth:
Człowiek niewygodnego rodzaju, któremu chodziło przede wszystkim o ochronę wolności prasy przed kneblem narodowo socjalistycznego ujednolicenia – zmartwienie to kosztowało go pracę, honor, a nawet życiodajne siły (Arnulf Kutsch)
Wycofany wcześniej Everth, zajął wtedy jasne stanowisko i pokazał, że w obliczu zastanych wydarzeń nie pozostanie obojętny..

### Zwolnienie z pracy, choroba i koniec
Wobec Evertha zostały wszczęte dochodzenia polityczne. Krótki czas potem otrzymał pismo z Saksońskiego Ministerstwa Edukacji, w które głosiło, że jego nastawienie w żadnym wypadku nie godzi się z postulatami, jakie powinien wyznawać nauczyciel akademicki nowego państwa. 23 kwietnia 1933 Everth udał się na przymusowy urlop za rzekomo „antyniemiecką postawę”. Uzasadnienie to musiało być szczególnie dotkliwe dla Evertha, który w istocie był germanofilem. Jako jedyny prasoznawca miał on odwagę krytykować rozporządzenia nadzwyczajne i politykę wobec prasy narodowych-socjalistów. Jego przymusowa emerytura rozpoczęła się 30 września 1933, mimo że liczne dochodzenia niczego nie udowodniły, do tego rodzaju działań nadal dochodziło na podstawie obowiązującego prawa.
W czasie przymusowej emerytury Everth był już poważnie chory na białaczkę, dalszy opór był więc dla niego niemożliwy. Erich Everth zmarł 22 czerwca 1934 w Lipsku.

## Upamiętnienie
Od 2003 r. Leipziger Medienstiftung (lipska fundacja na rzecz mediów) przyznaje stypendium nazwane na cześć Evertha.

## Dzieła
- Männer der Zeit, Faber, Magdeburg 1915 (zuerst in der Magdeburgischen Zeitung, 1915)
- Von der Seele des Soldaten im Felde. Bemerkungen eines Kriegsteilnehmers, Diederichs, Jena 1915
- Das innere Deutschland nach dem Kriege, Diederichs, Jena 1916
- Conrad Ferdinand Meyer. Dichtung und Persönlichkeit, Sibyllen-Verlag, Dresden 1924
- Die Kunst der Erzählung, in: Zeitschrift für Ästhetik und allgemeine Kunstwissenschaft, Bd. IX, Enke, Stuttgart 1925
- Volkelts ästhetische Grundgestalten, Eduard Pfeiffer, Leipzig 1926
- Zeitungskunde und Universität. Antrittsvorlesung, gehalten am 20. November 1926, Gustav Fischer, Jena 1927
- Die Zeitung im Dienst der Öffentlichkeit. Eine begriffliche Grundlegung, [w:] Archiv für Buchgewerbe und Gebrauchsgraphik, 1928
- Das Studium der Zeitungskunde an der Universität Leipzig, A. Lorenz, Leipzig 1928 (2. wydanie 1933)
- Die Öffentlichkeit in der Außenpolitik von Karl V. bis Napoleon. Gustav Fischer, Jena 1931

## Literatura
- Stefanie Averbeck: Erich Everth: Theorie der Öffentlichkeit und Interessen. In: Großbothener Vorträge III. edition lumière, Bremen 2002
- Hans Bohrmann, Arnulf Kutsch: Pressegeschichte und Pressetheorie. Erich Everth 1878–1934. [w:] Publizistik 24 (1979), S. 386–403
- Erik Koenen: Ein „einsamer“ Wissenschaftler? Erich Everth und das Leipziger Institut für Zeitungskunde zwischen 1926 und 1933. Ein Beitrag zur Bedeutung des Biographischen für die Geschichte der Zeitungswissenschaft. In: Medien & Zeit, 20. Jg. 2005, Heft 1, S. 38–50
- Erik Koenen: Journalismus als soziale Form gedacht. Zum 70. Todestag von Erich Everth. In: Journal Universität Leipzig. Mitteilungen und Berichte für die Angehörigen und Freunde der Universität, Jg. 2004, Heft 4 (Juli), S. 28
- Ronald Lambrecht: Politische Entlassungen in der NS-Zeit. Leipzig, Evangelische Verlagsanstalt, 2006, S. 68-70. ISBN 3-374-02397-5.
- Arnulf Kutsch: Von der unbequemen Sorte. [w:] message 2/2002
- Sylvia Werther, Thomas Lietz, Erik Koenen: Das Aus für das freie Wort. Die nationalsozialistische „Machtergreifung“ im Institut für Zeitungskunde. [w:] Journal Universität Leipzig. Mitteilungen und Berichte für die Angehörigen und Freunde der Universität Leipzig, Jg. 2003, Heft 7 (Dezember), S. 37–38